# Brennilis
Brennilis é uma comuna francesa na região administrativa da Bretanha, no departamento Finisterra. Estende-se por uma área de 19,09 km². Em 2010 a comuna tinha 442 habitantes (densidade: 23,2 hab./km²).